# Batina (Kutina)
Pour les articles homonymes, voir Batina.
Batina est un village de la municipalité de Kutina (comitat de Sisak-Moslavina) en Croatie. Au recensement de 2011, le village comptait 205 habitants.